# 80e régiment d'infanterie (France)
Le 80e régiment d'infanterie (80e RI) est un régiment d'infanterie de l'Armée de terre française, à double héritage, créé sous la Révolution à partir du régiment d'Angoumois, un régiment français d'Ancien Régime, et du 5e régiment d'infanterie légère (ex-chasseurs Cantabres). Il est dissous en 1946.

## Création et différentes dénominations
Le 80e régiment d’infanterie a la particularité, comme tous les régiments d’infanterie portant un numéro entre le 76e et le 99e, d’être l'héritier des traditions de deux régiments : le 80e régiment d'infanterie de ligne et le 5e régiment d'infanterie légère.
- 1er janvier 1791 : à la Révolution, tous les régiments prennent un nom composé du nom de leur arme avec un numéro d'ordre donné selon leur ancienneté. Le régiment d'Angoumois devient le 80e régiment d'infanterie de ligne (ci-devant Angoumois) ;
- 2 mai 1794 : amalgamé, il prend le nom de 80e demi-brigade de première formation
- 29 juillet 1798 : reformé en tant que 80e demi-brigade de deuxième formation
- 1803 : Le 80e régiment n'est pas formé et le no 80 disparait jusqu'en 1854.
- En 1854, l'infanterie légère est transformée, et ses régiments sont convertis en unités d'infanterie de ligne, prenant les numéros de 76 à 100. Le 5e régiment d'infanterie légère prend le nom de 80e régiment d'infanterie de ligne.
- 1870 : capturé le 9 novembre, le 80e régiment d'infanterie de ligne est recréé par décret du 1er décembre
- 1871 : fusion avec le 80e régiment de marche
- 1883 : renommé 80e régiment d'infanterie
- 1940 : dissolution
- 1945 : nouvelle formation du 80e régiment d'infanterie
- 1946 : dissolution

## Colonels / Chefs de brigade
- 1792 : colonel Albert Auguste Le Ris de La Chapelette (*)
- -1857- : colonel Chardon de Chaumont
- 5 septembre 1872 - 3 mai 1875 : colonel Logerot[1]
- 1881: colonel Hippolyte Madelor
- 1884 : colonel C.A.H. Segard.
- 1886-1890 : colonel Auguste Thoni de Reinach
- 1895 : colonel Jacques Hoffmann
- 1906 : colonel Curé
- 1914 : colonel de Woillemont
- 1915 : colonel Plande
- 1918 : colonel Azan
- 1919 : lieutenant-colonel Poulet
- 1940 : colonel Cottenet

## Historique du régiment
- Elle contient une ou plusieurs listes. Le texte gagnerait à être rédigé sous la forme d’un ou plusieurs paragraphes synthétiques, afin d’être plus agréable à lire. (Marqué depuis novembre 2020)

### Guerres de la Révolution et de l’Empire (80eRI)

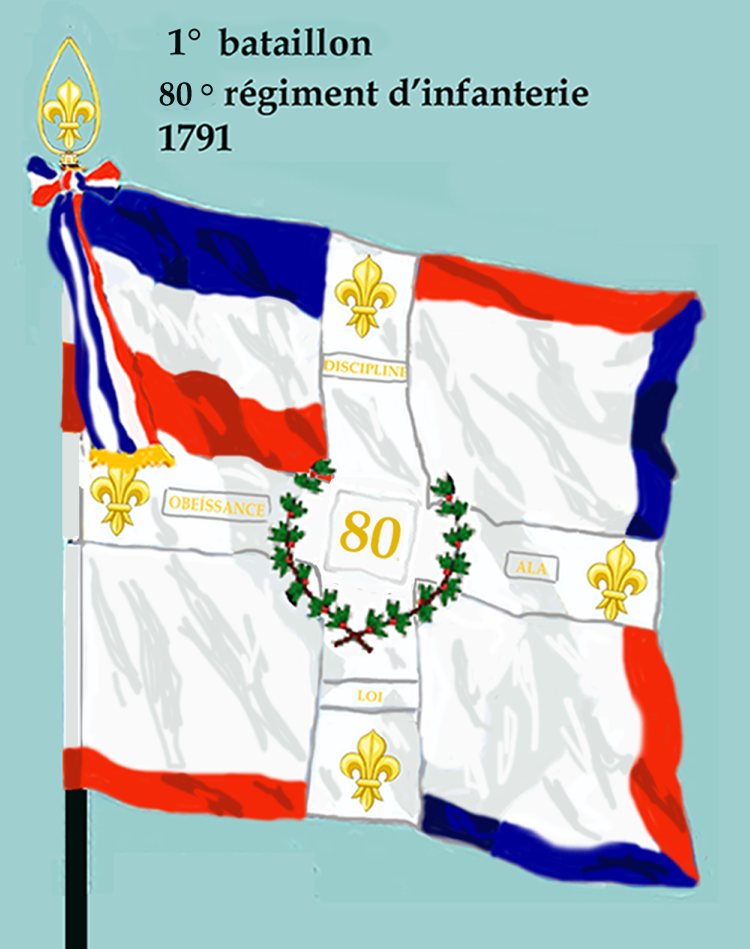
Drapeau du 1er bataillon du 80e régiment d'infanterie de ligne de 1791 à 1793
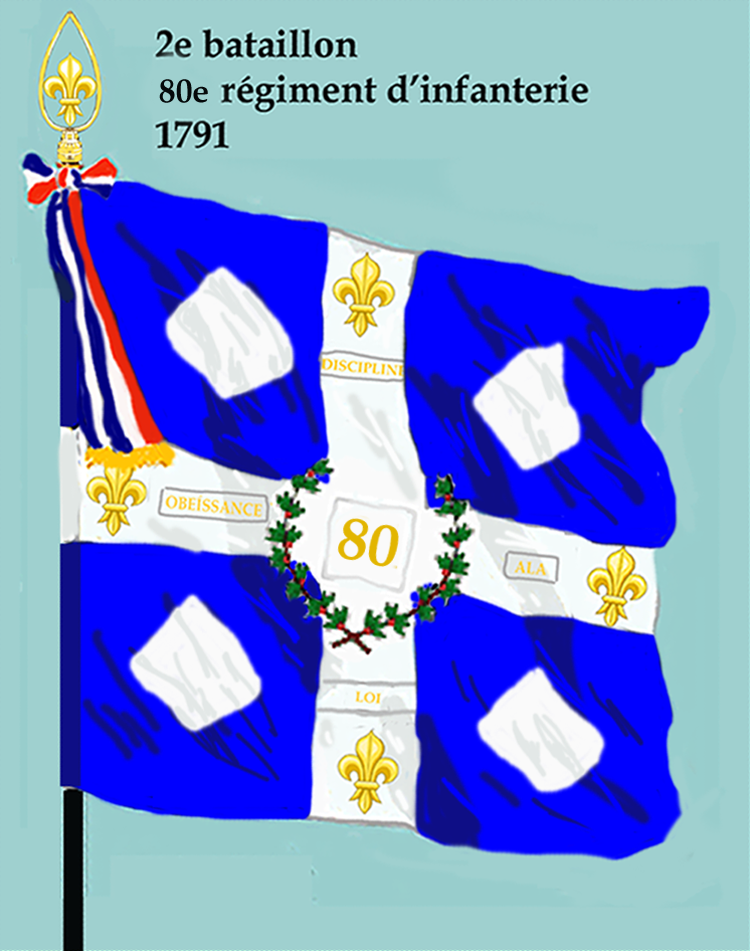
Drapeau du 2e bataillon du 80e régiment d'infanterie de ligne de 1791 à 1793

- En 1791, le régiment d'Angoumois devient le 80e régiment d'infanterie[2].

- juillet 1792 : les officiers du régiment, sauf 11 d’entre eux, abandonnent leur régiment en garnison à Bayonne pour émigrer en Espagne[3]
- En 1794, le 80e régiment d'infanterie devient 80e demi-brigade puis 80e demi-brigade de ligne en 1796[2].
- 1803 : dissolution[2]

### Second Empire (80eRI)
Le décret du 24 octobre 1854 réorganise les régiments d'infanterie légère les corps de l'armée française. À cet effet le 5e régiment d'infanterie légère prend le numéro 80 et devient le 80e régiment d'infanterie de ligne.
- 1854-1856 : fait campagne en Crimée ; engagé notamment lors de la prise de Sébastopol

- 1857 : stationné à Bastia. Dépôt à Toulon.

- 1859 : Campagne d'Italie

- 1861 : stationné à Belley.

- 1867 : le régiment fait partie du corps expéditionnaire français dans les États du Pape[4]

#### Guerre franco-allemande de 1870
Au déclenchement de la guerre franco-allemande de 1870, le régiment est en garnison à Metz avec dépôt à Bar-le-Duc. Le régiment (trois bataillons) appartient à la 4e division commandée par le général Decaen du 3e corps d'armée commandé par le maréchal Bazaine. Il est engagé aux batailles de Borny, Rezonville et Saint Privat, puis lors du siège de Metz. Le 7 octobre, il participe à la bataille de Bellevue. Le régiment fait prisonnier à l'issue du siège de Metz.
Le 4e bataillon du 80e de ligne, formé le 6 août, part le lendemain pour la place forte de Verdun, suivi des unités du dépôt qui quittent Bar-le-Duc le 9 août. Le bataillon et le dépôt participent au siège de Verdun (en), qui capitule le 8 novembre 1870.
Un nouveau dépôt est créé par décret du 1er décembre 1870 et s'installe à Bagnères-de-Bigorre le 19. De janvier à février 1871, le dépôt forme diverses unités affectées à des régiments de marche.

### 1871 à 1914
Le 23 septembre 1871, le 80e régiment de marche, alors en Algérie, fusionne avec le 80e de ligne.
- 1871 à 1875 : Algérie, avec dépôt à Guéret[7]

- 1881 : 1 bataillon participe à la campagne de Tunisie

En 1883, le 80e régiment d'infanterie de ligne est renommé 80e régiment d'infanterie.
Lors de la réorganisation des corps d'infanterie de 1887, le 3e bataillon forme le 161e régiment d'infanterie

### Première Guerre mondiale
À la mobilisation, les bataillons de réserve du 80e RI forment le 280e régiment d'infanterie.
- En 1914 casernement : Narbonne , 63e brigade d'infanterie, 32e division d'infanterie, 16e corps d'armée. À la 32e DI d'août 1914 à novembre 1918[8].

#### 1914
- Bataille de Morhange [8];
- Bataille de la trouée de Charmes[8] ;
- Bataille des Flandres [8]:
  - Wystchaete[8]

#### 1915
- 25 septembre-6 octobre : bataille de Champagne [8]

#### 1916
- Verdun : Fleury-sous-Douaumont [8]

#### 1917
- Verdun : Cote 304 [8]

#### 1918
- Nampcel, Coucy-le-Château ; la Serre [8]

### Entre-deux-guerres

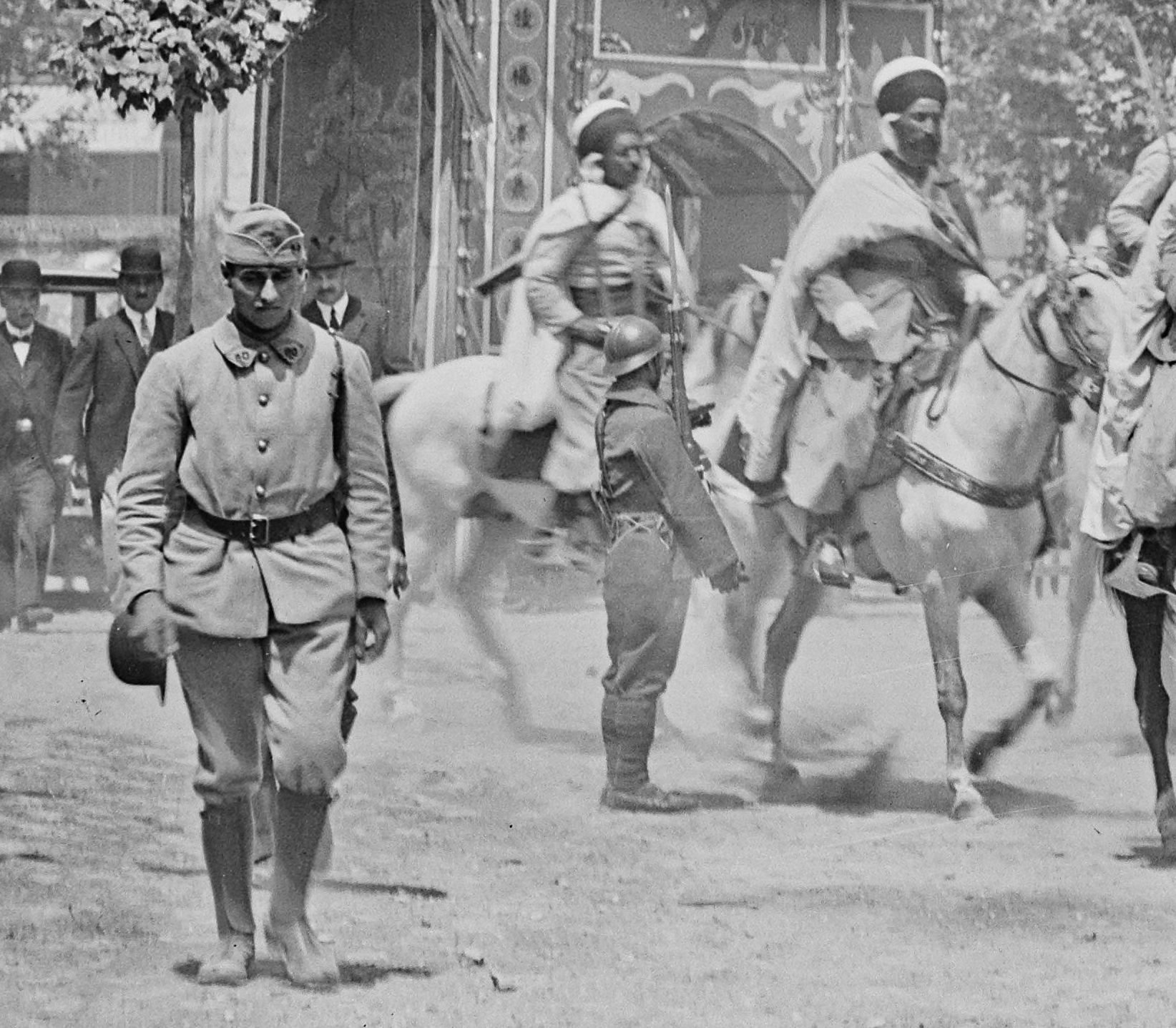
Un soldat du à Carcassonne lors d'une visite présidentielle le 22 juillet 1928. Derrière lui, un tirailleur du de tirailleurs tonkinois (de dos) et des spahis du 7e régiment de spahis algériens.

- 1924 :casernement à Castelnaudary et Narbonne.
- En 1930, le régiment devient régiment d'infanterie alpine, comme les autres régiments de la 31e DI[9]. Il est entraîné aux combats en montagne, dans les Pyrénées[10].
- 1935 : casernement à Montigny-lès-Metz (caserne Raffenel)[2], mais reste un régiment d'infanterie alpine[9].

### Seconde Guerre mondiale
En 1940, il combat au sein de la 42e division d'infanterie lors de la bataille de France, à l'issue de laquelle il est dissout.
Il est recréé à l'automne 1944 à partir des unités FFI du Languedoc. Son appellation est officialisée le 16 mars 1945. Il participe à la campagne d'Allemagne et d'Autriche avec la 4e division marocaine de montagne puis est dissout le 31 janvier 1946.

### Uniformes

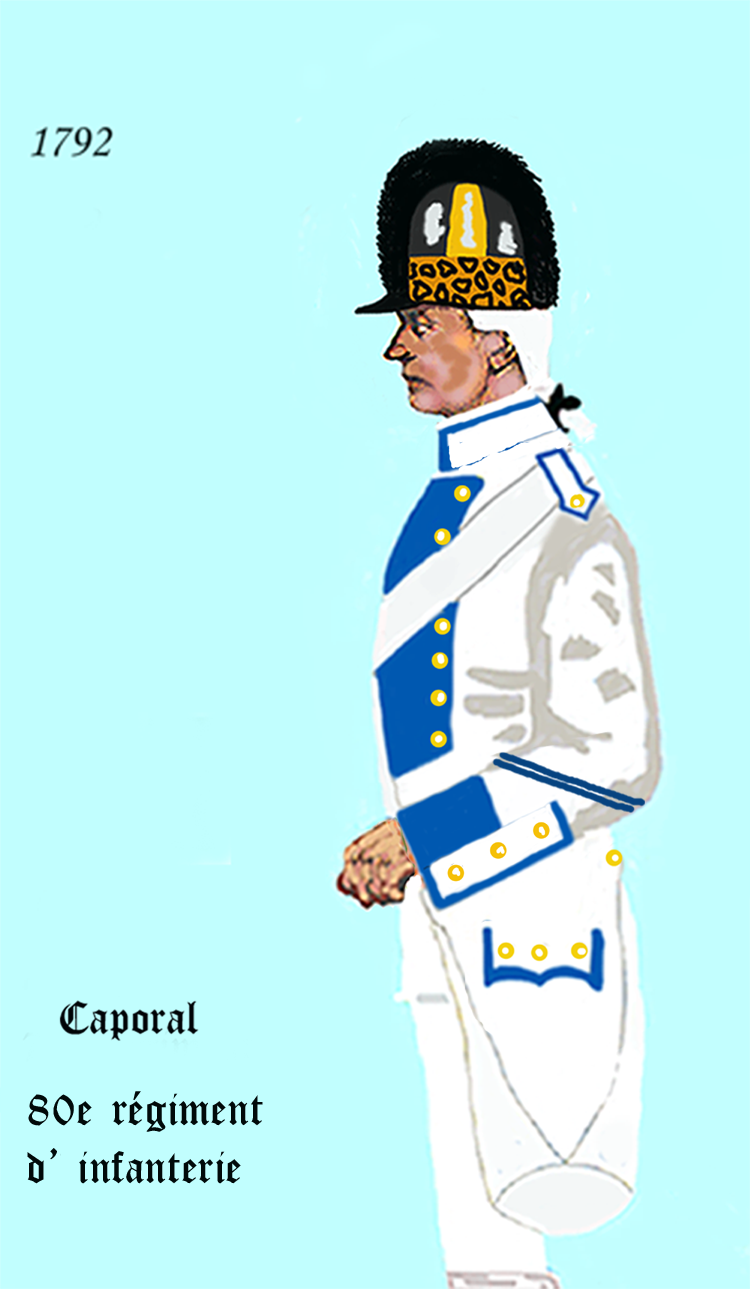
Uniforme du d'infanterie en 1792.

## Traditions et uniformes

### Drapeau
Il porte, cousues en lettres d'or dans ses plis, les inscriptions suivantes :
- Arcole 1796
- Wagram 1809
- Lützen 1813
- Sébastopol 1854-1855
- Ypres 1914
- Champagne 1915
- Verdun 1916
- La Serre 1918

### Décorations
Sa cravate est décorée de la croix de guerre 1914-1918 avec trois citations à l'ordre de l'armée (trois palmes).
Il a le droit au port de la fourragère aux couleurs du ruban de la croix de guerre 1914-1918.

### Devise
« Petit régiment de France. Le clairon a sonné. Rend au pays en vaillance ce qu'il t'a donné. »

## Personnalités ayant servi au80eRI
- François Théodore Curnier
- Joseph Derroja alors capitaine
- Aimé Giral, aspirant  à la 6e compagnie mort pour la France en 1914[15]
- Paul Castéla (1893-1966)
- Charles Guéret
- Gérard Lacuée alors sous-lieutenant
- François Auguste Logerot (1825-1913), général et ministre de la Guerre, alors colonel[1].
- Pierre Hugues Victoire Merle
- Paul Pouderoux, alors lieutenant avant d'être affecté en 1899 aux pompiers de Paris.

## Sources et bibliographie
- Archives militaires du Château de Vincennes.
- Camille Brisset, Historique du 80e régiment d'infanterie, J. Dumaine, 1876 (lire en ligne).
- Victor Belhomme, Histoire de l'infanterie en France, t. 5, Henri Charles-Lavauzelle, 1902 (lire en ligne).
- Campagne 1914 – 1918 - Historique du 80e Régiment d’Infanterie, Librairie Chapelot, 1931 (lire en ligne).
- Serge Andolenko, Recueil d'historiques de l'infanterie française, Paris, Eurimprim, 1969, 413 p. (OCLC 23418405).
- Historiques des corps de troupe de l'armée française (1569-1900)